# 饥饿艺术家
《飢餓藝術家》（Ein Hungerkünstler）是卡夫卡写於1922年春的短篇小说，發表於同年10月《新观察》，为作者自己所珍重的几个短篇小说之一。
1924年作者曾以此为书名，与其他三个短篇结集出版。同年4月，即在他去世前一个多月，他在病榻上阅读本篇清样时，不禁泪流满面，可见于书中主人公发生共鸣。该集子出版时，作者已辞世。

## 內容
《饥饿艺术家》是并不十分常见的以短篇篇幅刻画人物的小说。它刻画了一个表演“饥饿艺术”，即关在笼子里绝食的艺术家的形象。这位饥饿艺术家对他的饥饿艺术有崇高的艺术追求，而这个追求不为他人所理解：在饥饿艺术盛行时，人们只是惊奇地观察他，并且严重地误解他；在饥饿艺术衰落后，人们则几乎彻底地遗忘了他。在小说的最后，因为被人遗忘，没有人限制他饥饿表演的期限，他的饥饿艺术达到了前所未有的巅峰，而他也因此饿得奄奄一息。当有人偶然发现了还在笼子里表演的他，他用他微弱的声音发出了他最后的自白：
|  | 因为我只能挨饿，我没有别的办法。 |

|  | 因为我找不到适合自己胃口的食物。假如我找到这样的食物，请相信，我不会这样惊动视听，并像你和大家一样，吃得饱饱的。 |